# Patriarchalvikar
Ein Patriarchalvikar ist der Generalvikar oder der örtliche Stellvertreter eines Patriarchen in der katholischen Kirche und in verschiedenen Ostkirchen. 